# Eldred (Illinois)
Eldred es una villa ubicada en el condado de Greene en el estado estadounidense de Illinois. En el Censo de 2010 tenía una población de 201 habitantes y una densidad poblacional de 776,07 personas por km².

## Geografía
Eldred se encuentra ubicada en las coordenadas 39°17′12″N 90°33′12″O / 39.28667, -90.55333. Según la Oficina del Censo de los Estados Unidos, Eldred tiene una superficie total de 0.26 km², de la cual 0.26 km² corresponden a tierra firme y (0%) 0 km² es agua.

## Demografía
Según el censo de 2010, había 201 personas residiendo en Eldred. La densidad de población era de 776,07 hab./km². De los 201 habitantes, Eldred estaba compuesto por el 98.01% blancos, el 0% eran afroamericanos, el 0.5% eran amerindios, el 1% eran asiáticos, el 0% eran isleños del Pacífico, el 0% eran de otras razas y el 0.5% pertenecían a dos o más razas. Del total de la población el 1.49% eran hispanos o latinos de cualquier raza.